# Yegüero
Yegüero är en ö i Mexiko. Ön är belägen i floden Rio Coatzacoalcos i delstaten Veracruz, i den sydöstra delen av landet. 
På botten av floden runt Yegüero är det sand och grus till skillnad från stora delar av resten av floden där botten består av lera.